# Sparvuggla
Sparvuggla (Glaucidium passerinum) är en mycket liten uggla som förekommer i Europa och norra Asien. Den häckar i barr- och blandskogar och livnär sig på småfåglar och smågnagare. IUCN kategoriserar den som livskraftig.

## Utseende och läte
Sparvugglan känns främst igen på sin ringa storlek. Den är stor som en stare, mäter 15–19 centimeter, har ett vingspann på 32–39 centimeter och väger ungefär 60 gram. Kroppen är gråbrun på ovansidan, med vitaktiga prickar, på undersidan vit med bruna längsgående fläckar eller streck. Stjärten har vita tvärband. Tårna har tätt med hårlika fjädrar ända ut till klorna. Den flyger i mjuka bågar likt en hackspett. Juvenila fåglar är mycket lika adulta men saknar merparten av de vita prickarna.
Dess sång, som kan höras på 500 meter, till en kilometers håll, består av taktfast upprepade entoniga mjuka visslingar med cirka en sekunds mellanrum.

## Utbredning och systematik
Sparvugglan har en palearktisk utbredning. Den delas upp i två underarter:
- västlig sparvuggla[8] Glaucidium passerinum passerinum – nominatformen förekommer i Skandinavien och på Balkan, men även vissa platser i Centraleuropa ned till norra Grekland, österut genom Sibirien till Jenisejfloden
- Glaucidium passerinum orientale (Taczanowski 1891) – förekommer i östra Sibirien, i Kina, Mongoliet och österut till Primorje kraj.

Den är en partiell flyttfågel som vanligtvis stannar kring sitt häckningsområde året om. 

### Förekomst i Sverige
I Sverige häckar sparvugglan i barr- och blandskog från norra Skåne och norra Blekinge till Norrbotten. Den saknas dock på Öland och Gotland samt i fjällen och fjällnära skogar.

## Levnadssätt
Sparvugglans häckar i gammal granskog med mycket lövinslag. Den förekommer också ofta i skogskanten mot öppna ytor. I Centraleuropa förekommer den i bergstrakter. Den är ganska oskygg och mest aktiv i gryning och skymning men kan även synas dagtid. I perioden februari-april hävdar den aktivt revir inför häckningssäsongen, då man kan höra dess sång när den sitter i toppen av en gran. Den häckar i ihåliga träd, gärna i hål som hackspettar gjort i äldre träd. 

### Föda
Sparvugglan lever av smågnagare och småfåglar upp till traststorlek. Den hamstrar ofta föda i håligheter i träd. 

## Status och hot
Sparvugglan har ett stort utbredningsområde och en stabil populationsutveckling utveckling. Världspopluationen uppskattas till mellan 471 000 och 894 000 könsmogna individer.
Häckningstäthet och antal kan variera kraftigt efter väder och tillgång på föda. Trots omfattande skogsavverkningar i Finland finns inga tecken på att arten minskar där. I västra Tyskland har dock sparvugglans försvinnande från många områden kopplats till avverkningar och vidare följder i ekosystemet, som ökning av kattuggla på högre höjd. Surt regn i kombination med ökning av trädsjukdomar tros försvaga träd och göra de mer sårbara för stormar. Det i sin tur tros påvåerka ekosystem och ökad predation från kattuggla.

### Status i Sverige
Med en population på omkring 19 000 par i Sverige är sparvugglan den vanligaste ugglan i Sverige, tillsammans med kattuggla och pärluggla. Det finns inga tecken på betydande populationsförändring.

## Namn
Sparvugglans vetenskapliga artnamn passerinus betyder "sparvlik", i detta fall åsyftande storleken.

## Bildgalleri

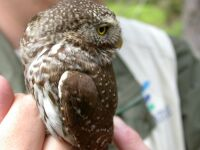
Fotografi av infångad sparvuggla som ger en uppfattning om dess litenhet.
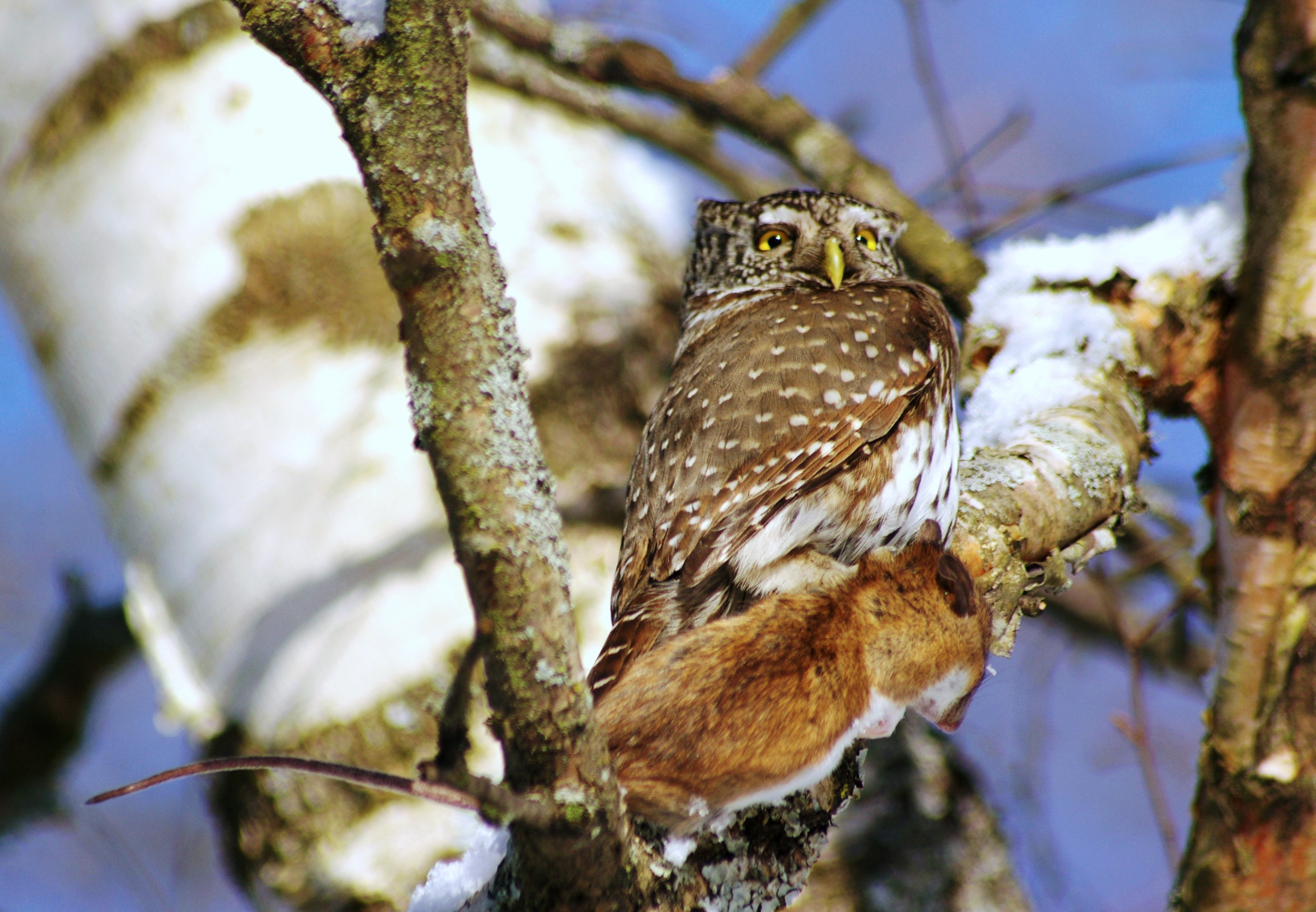
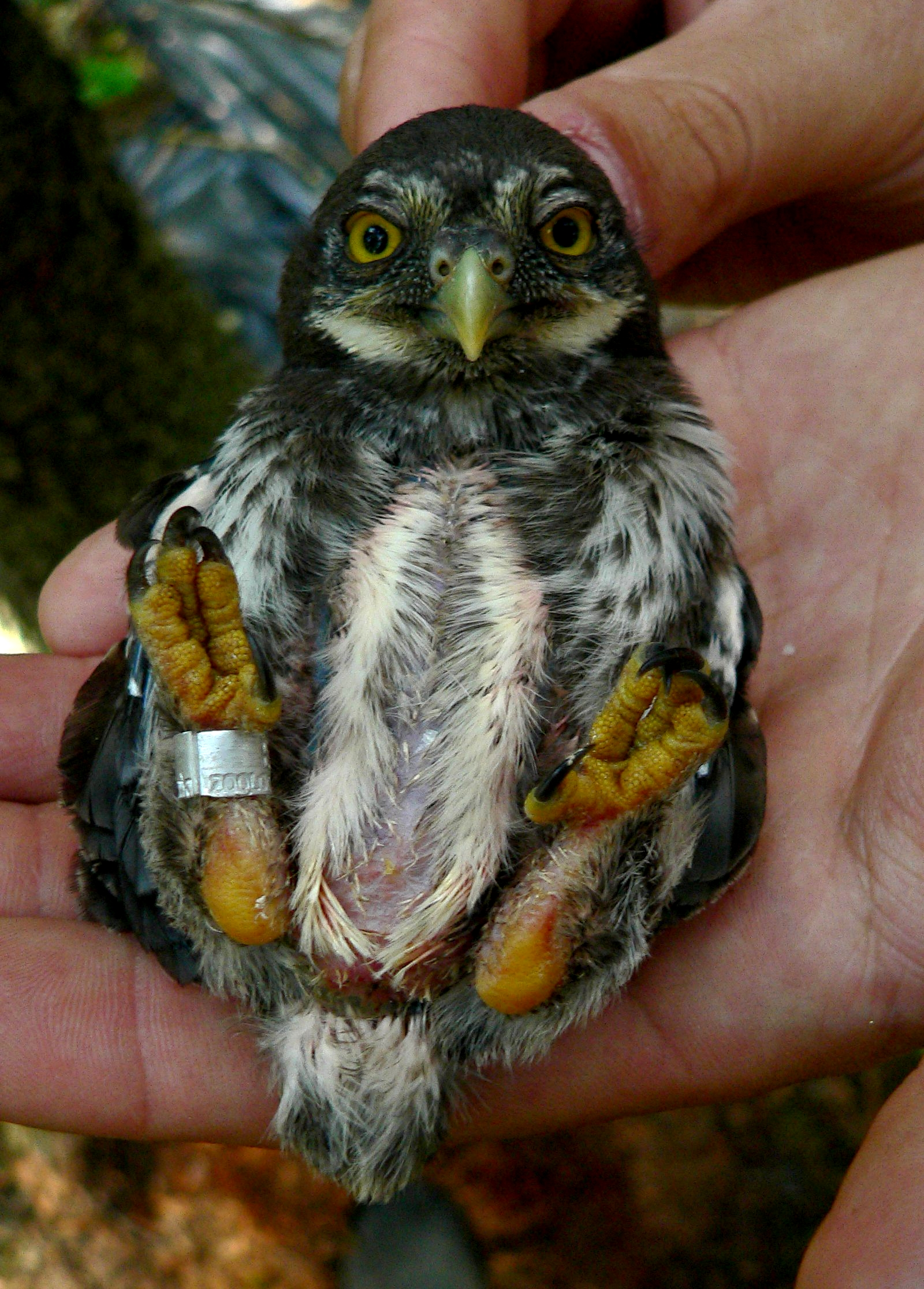
Ringmärkning av sparvugglekyckling i västra Finland.
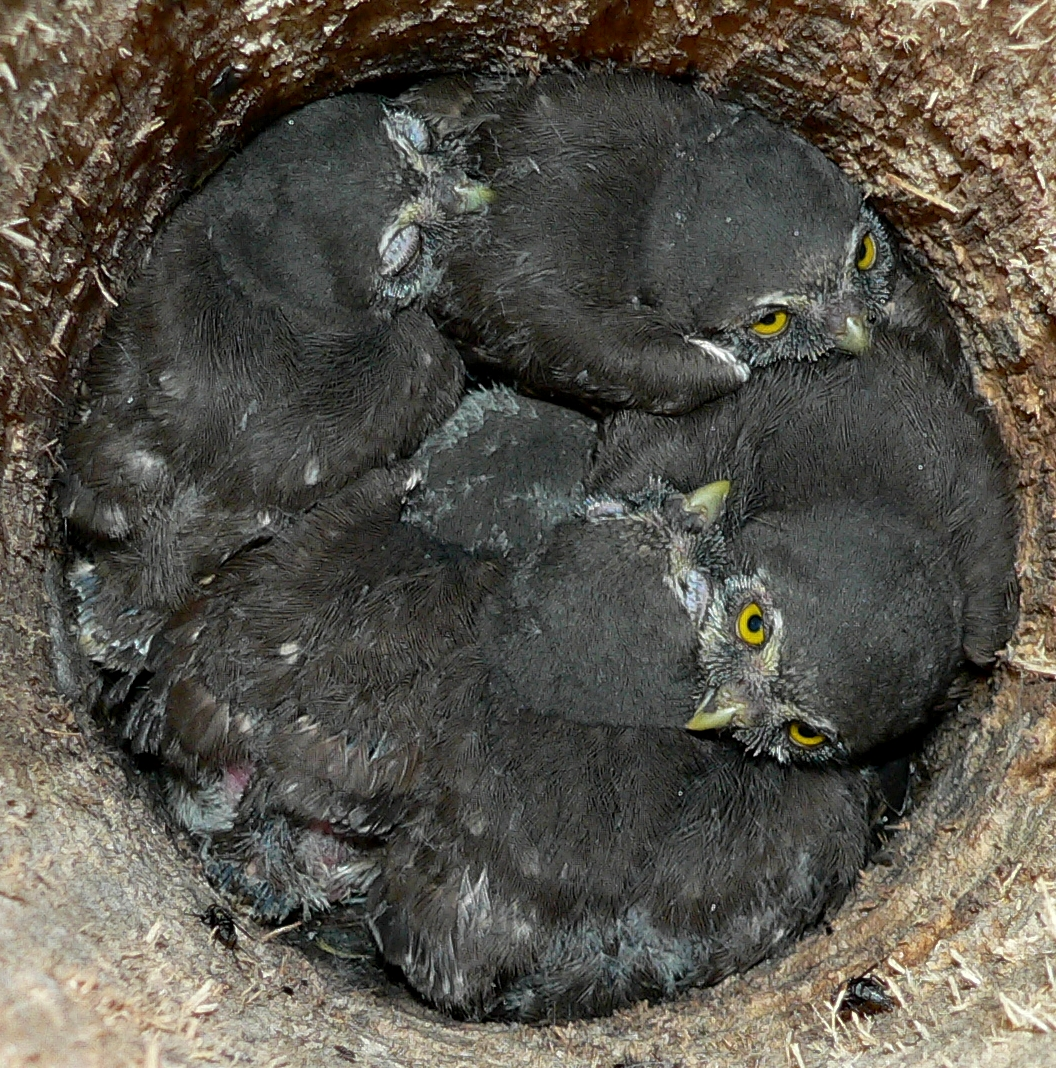
Pulli av sparvuggla i fågelbo.
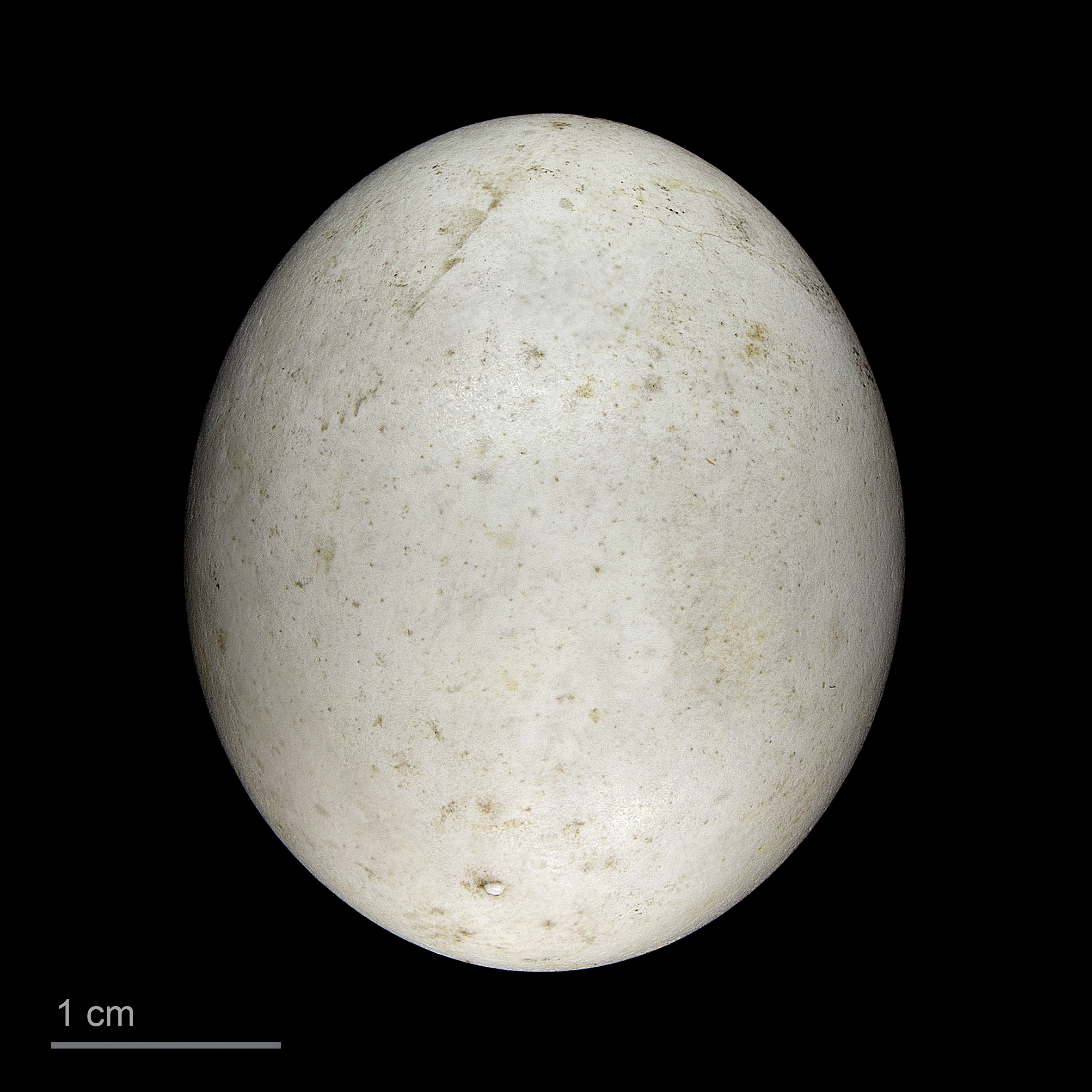
Sparvugglans ägg.